# 닌텐도 2DS
닌텐도 2DS(영어: Nintendo 2DS)는 닌텐도가 발매한 휴대용 게임기이며, 닌텐도 3DS XL의 하위기종이다. 기존 3DS, 3DS XL의 3D 기능을 뺀 저가형 모델이다.
2013년 8월 28일에 IGN 공식 채널을 통해 발표되었다. 가격은 129.99달러로, 미국과 유럽 연합에서 2013년 10월 12일에 먼저 발매하였다. 대한민국에서는 국립전파연구원에서 2013년 7월 26일 FTR-001라는 제품명으로 전파인증을 받은 바 있으나, 한국닌텐도측에서는 레드X화이트 색상과 블랙X블루 색상으로 발매된 유럽 연합판을 역수출하는 형식으로 발매일을 2013년 12월 7일로 결정했다. 그리고 미국 및 유럽 연합에서는 핑크×화이트와 그린×화이트가 발매된다. 일본에서는 다수 국가에서만 발매했던 이후로 2016년 2월 27일에 3년으로 인해 늦게 발매되었다.

## 개요
닌텐도 3DS에서 3D 영상 기능과 폴딩 기능을 제거하고 스테레오 스피커를 모노로 바꿈으로써, 닌텐도 3DS보다 가격을 낮춘 제품이다. 후면의 3D 카메라는 남아 있고, 화면은 2개이지만 비용 절감을 위해서 액정 자체는 1장이고 불필요한 부분을 커버로 가리는 것으로 화면이 2개처럼 보이는 것이다. 폴딩 기능을 제거함으로써 슬립모드로 전환되는 스위치가 생겼다. 이와 같은 것으로, 닌텐도 Wii의 저가형 모델인 Wii mini가 있다. 또 아시아를 제외한 유럽, 아프리카, 북미 지역에 핑크랑 화이트(PINK+WHITE)가 섞인 닌텐도 2DS를 출시 예정이다.

## 참고 사항
1. ↑  “ニンテンドー2DS｜Nintendo”. 2015년 12월 25일에 확인함.